# Беспорядки в Яффе
Беспорядки в Яффе (ивр. מאורעות תרפ"א‎, «меораот тарпа», дословно: события (5)681 года) — серия жестоких бунтов в подмандатной Палестине с 1 по 7 мая 1921 года. Сильные волнения, которые начались со столкновения между еврейскими коммунистической и социалистической группами, превратились в многочисленные нападения арабов на евреев. Бесчинства начались в Яффе и распространились на другие части страны. В результате этих событий погибли 47 евреев и 48 арабов; 146 евреев и 73 араба были ранены.

## События до начала погромов
В ночь на 1 мая 1921 Еврейская коммунистическая партия (предшественник Палестинской коммунистической партии) распространила листовки на двух языках: арабском и идише, призывающие к свержению британского правления и провозглашению «советской Палестины». В листовках говорилось о намерении демонстрантов в честь праздника солидарности трудящихся Первого Мая пройти от Яффы до соседнего Тель-Авива. Несмотря на предупреждение одного из старших полицейских города Туфика Би аль-Саида, который посетил штаб партии, утром демонстранты двинулись от Яффы к Тель-Авиву через смешанный еврейско-арабский район в окрестностях Маншия.
Другая группа демонстрантов, организованная в Тель-Авиве сионистским социалистическим движением Ахдут ха-Авода (во главе с Давидом Бен-Гурионом и Ицхаком Бен-Цви), имела официальное разрешение на проведение демонстрации. Когда эти две процессии встретились, началась кулачная драка.
Полиция попыталась остановить драку. В неё вмешались арабы — мусульмане и христиане и, желая помочь полиции, выступили против евреев. Общее волнение быстро росло и распространилось на южную часть города.
Услышав крики о борьбе и подумав, что арабы подверглись нападению, арабы из Яффы пошли в наступление. Десятки британцев, арабов и евреев подтверждают, что арабские мужчины, вооруженные ножами, мечами, а некоторые и пистолетами, врывались в еврейские дома и убивали их жителей, в то время как арабские женщины шли следом и грабили. Они нападали на еврейских пешеходов и разрушали еврейские предприятия и магазины. Они избивали и убивали евреев в их домах, не жалели детей, в некоторых случаях взламывали черепа жертв.

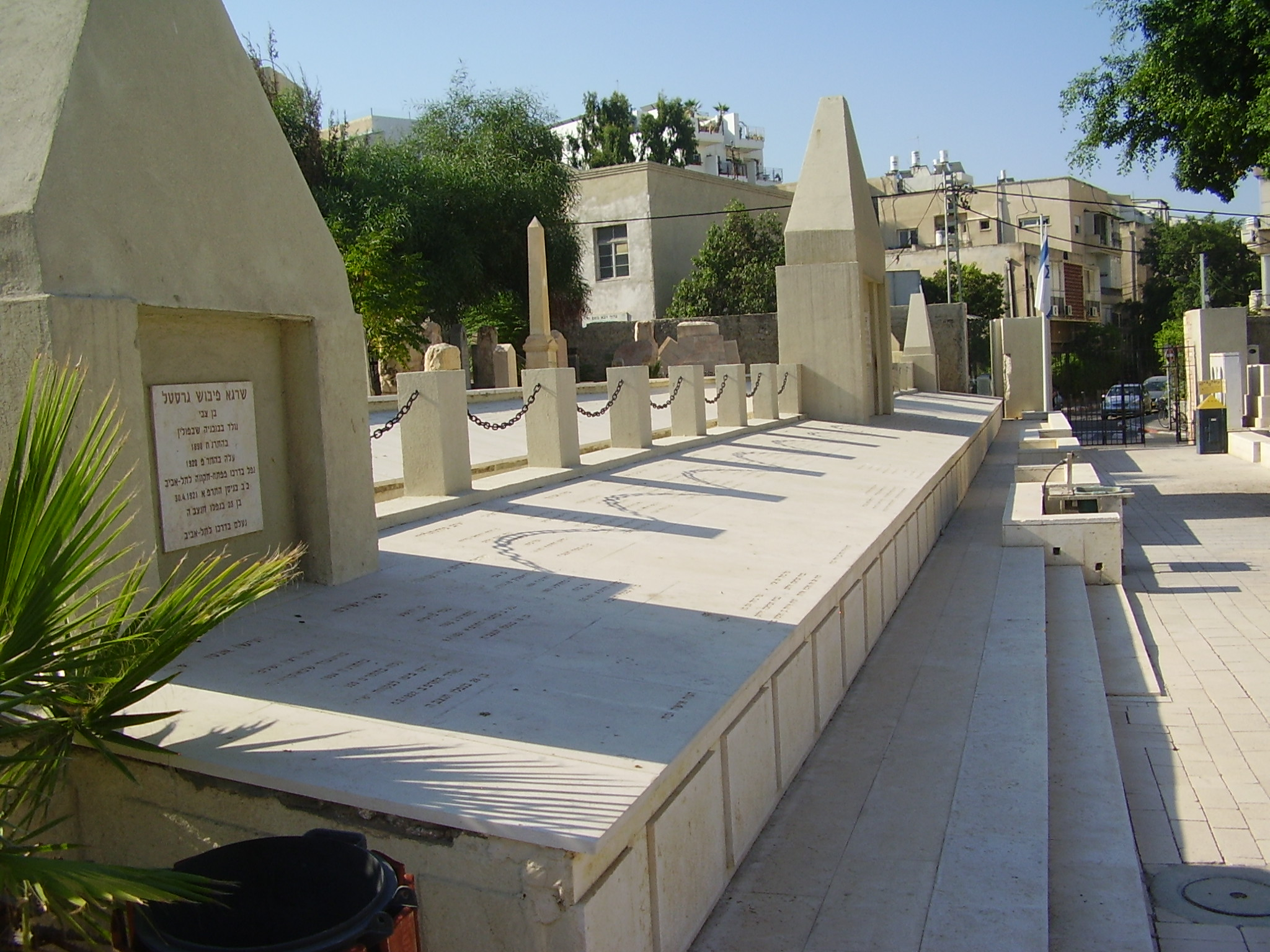
Братская могила евреев — жертв погромов 1921 года. Кладбище Трумпельдор, Тель-Авив

## Происшествия
В 13:00 на иммигрантское общежитие на улице Аджами (сегодня - Йефет), принадлежащее сионистской комиссии, напала толпа. В здании было около ста человек, прибывших на первомайские праздники за несколько дней или недель до этого. Они попытались забаррикадировать ворота, но арабские нападавшие сумели их открыть. Вслед за бросанием камней последовали взрывы бомб и ружейные выстрелы. Eврейские жители общежития попрятались в разных комнатах. Прибывшая полиция не стала стрелять и разгонять толпу, а, напротив, устремилась к зданию. Один из иммигрантов был застрелен полицейским с близкого расстояния во внутреннем дворе, другие были заколоты и избиты палками. Пять женщин бежали от полицейского, стрелявшего из пистолета; три смогли убежать. Полицейский загнал двух женщин в угол и попытался изнасиловать, но они, несмотря на стрельбу, сумели убежать. Четырнадцатилетняя девочка и несколько мужчин с трудом покинули здание, но они были настигнуты и избиты до смерти железными прутьями и деревянными досками.
Насилие достигло района Абу-Кабир. Еврейская семья Йицкера владела молочной фермой в этом районе, где они сдавали в аренду комнаты. Во время беспорядков Йосеф Хаим Бреннер, один из пионеров современной еврейской литературы, находился дома. 2 мая 1921 года, несмотря на предупреждения, семьи Йицкер и Бреннер отказались покидать ферму и были убиты. Убийцы не пожалели ни сына Йицкера, подросткового возраста, ни людей, живущих на съёме.
Как и во время беспорядков в Наби Муса за год до того, толпа разрывала стеганые одеяла и подушки жертв, ломала и крушила все на своем пути. Некоторые арабы защищали евреев и предлагали им убежище в своих домах; многие свидетели узнавали в нападавших и убийцах своих соседей. Впоследствии все вспоминали, что в разбое участвовали арабские полицейские.
Верховный комиссар Герберт Самуэль объявил чрезвычайное положение, ввёл цензуру в печатных изданиях и обратился за подкреплением в Египет. Генерал Алленби послал два эсминца в Яффу и один в Хайфу. Самуэль встретился с арабскими представителями и попытался их успокоить. Муса Казим аль-Хуссейни был уволен с поста мэра Иерусалима из-за его участия в беспорядках за год до этих событий. Тот потребовал приостановить еврейскую иммиграцию. Самуэль согласился; двум или трем небольшим лодкам с 300 евреями на борту не разрешили подплыть к берегу, и вынудили их возвратиться в Стамбул. Племянник Мусы Казим аль-Хуссейни, Хадж Амин аль-Хуссейни, был назначен Великим Муфтием Иерусалима. Это решение позже вызвало много критики.
Волнения продолжились и в течение нескольких дней распространились на соседние города Реховот, Кфар-Сабу, Петах-Тикву и Хадеру. Британское руководство, решив остановить насилие, выслало самолёт, который сбрасывал бомбы, «чтобы защитить еврейские поселения от арабских налётчиков».

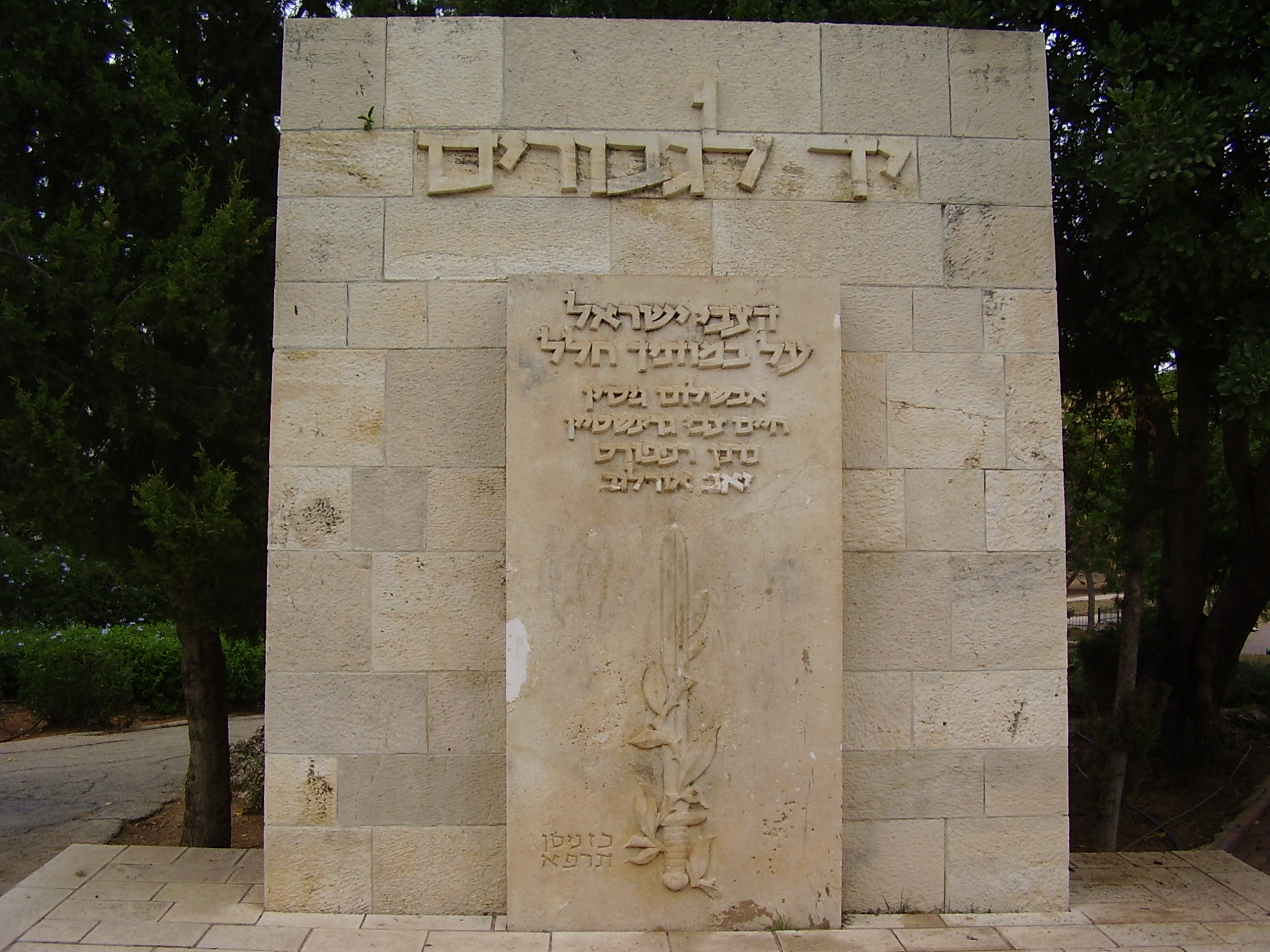
Мемориал жертвам бунта, Петах-Тиква

## После бунта
Бунт привел к смерти 47 евреев и 48 арабов. Были ранены 146 евреев и 73 араба. Большинство жертв среди арабов — результат столкновений с британскими силами, пытавшихся восстановить порядок. Тысячи еврейских жителей Яффы бежали в Тель-Авив и были временно размещены на пляже в палаточных городках. Тель-Авив, который ранее добивался независимого статуса, стал отдельным городом частично благодаря этим беспорядкам. Однако Тель-Авив все ещё зависел от поставок провизии из Яффы, с ним были тесные связи в сфере услуг, и он был местом работы большинства жителей нового города.
Жертвы были похоронены на кладбище Трумпельдор. Газета «Ха-Цфира» сообщила, что митинги по всей стране отложены, все торжества по поводу праздника отменены, школы закрыты на четыре дня. Газеты 3 мая вышли с чёрными рамками.
Газета «Кунтресс», автор и соредактор которой Йосеф Хаим Бреннер стал одной из жертв беспорядков, опубликовала статью под названием «Укрепление». В статье было выражено сожаление о том, что протянутая рука евреев отвергнута, но что они только удвоят свои усилия, желая выжить как самостоятельное сообщество. Некоторые деревни, жители которых участвовали в насилии, были оштрафованы, и отдельные мятежники были привлечены к суду.
Когда три еврея, включая полицейского, были осуждены за участие в убийстве арабов, последовал международный протест. Хотя Верховный Суд в конечном счете признал их действия самозащитой, инцидент говорил о кризисе доверия между еврейской общиной и британской администрацией. Трёх арабских мужчин судили за убийство Бреннера, но оправдали из-за возникшего недостатка доказательств. Туфик Би аль-Саид, который ушёл из полиции Яффы, был застрелен на улице; ветераны «Ха-Шомер» организовали покушение на него в отместку за убийство Бреннера; другой еврейский мужчина был несправедливо обвинён, но впоследствии оправдан.